# Rainbow (grupo femenino)
Rainbow (coreano: 레인보우 ()) fue un grupo femenino surcoreano formado en 2009 por DSP Media. El grupo está compuesto por siete miembros: Woori, Seungah, Jaekyung, Noeul, Yoonhye, Jisook y Hyunyoung. Lanzaron su EP debut Gossip Girl el 12 de noviembre de 2009, y desde entonces lanzaron dos álbumes de estudio (uno coreano y uno japonés) y cinco extended play. En octubre de 2016, DSP Media anunció que Rainbow se disolvería después de siete años porque los contratos de las integrantes habían expirado. En noviembre de 2019, el grupo se volvió a reunir para celebrar su décimo aniversario.

## Historia

### 2009-2010: Formación, debut y ascenso al estrellato

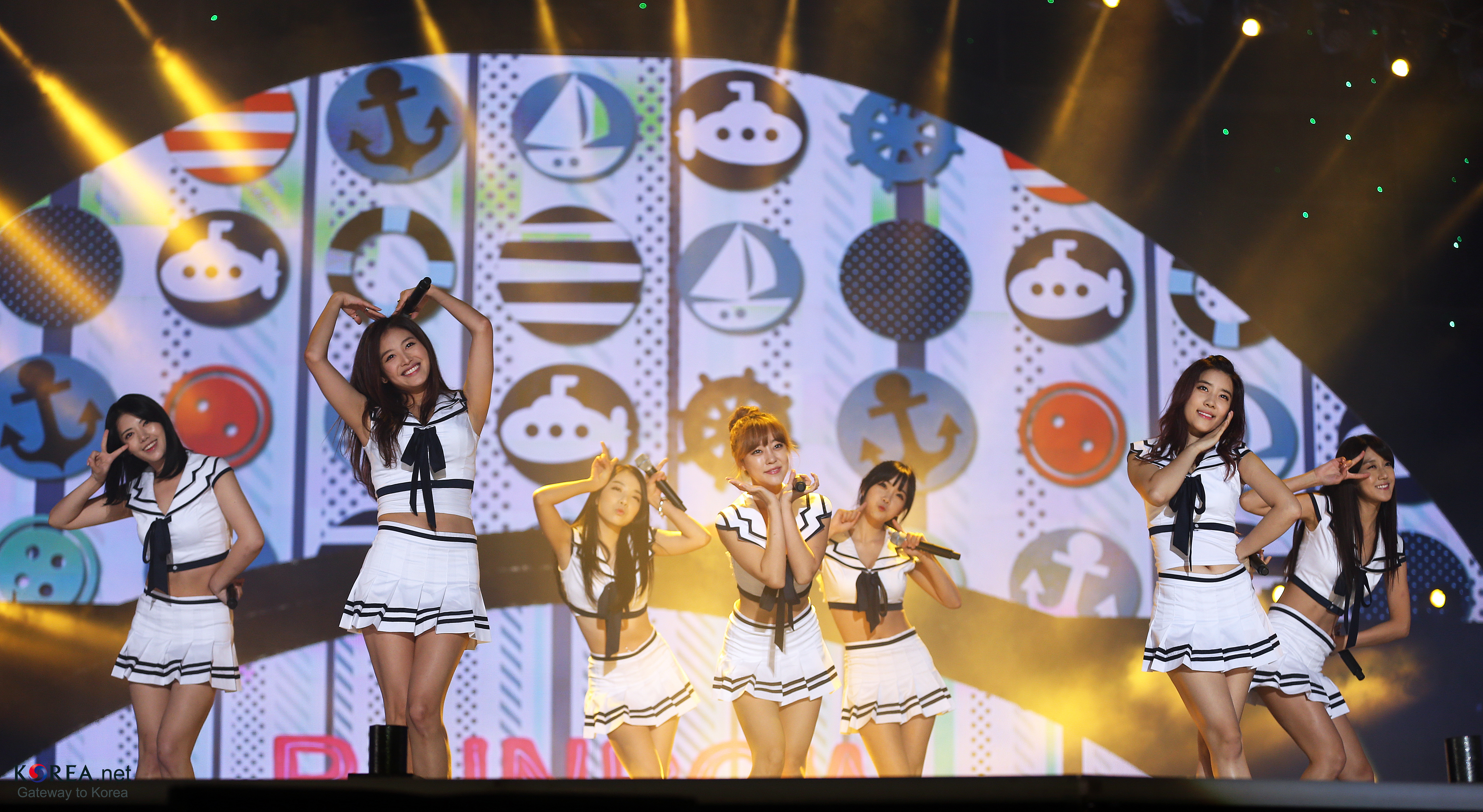
Rainbow actuando en el Festival Mundial KPOP de Corea

A finales de octubre y principios de noviembre de 2009, DSP Media publicó teasers diarios en forma de imágenes de Rainbow, y luego un video musical de "Gossip Girl" el 6 de noviembre de 2009. El 12 de noviembre se lanzó el EP de cinco canciones Gossip Girl.  El 12 de agosto de 2010, Rainbow lanzó el sencillo "A". Un segundo sencillo, "Mach", fue lanzado el 20 de octubre.
En abril de 2011, Rainbow lanzó su segundo EP, So Girls. Una canción del EP, "To Me", fue lanzada como sencillo. El 7 de septiembre de 2011, Rainbow encabezó el ranking de descargas semanales de Recochoku por el lanzamiento japonés de su video musical "A". El 14 de septiembre de 2011, Rainbow lanzó su sencillo debut en el mercado japonés, "A", y alcanzó el número 3 en la lista diaria de sencillos de Oricon, vendiendo 10,141 copias. El lanzamiento del sencillo incluyó una nueva versión japonesa de su sencillo debut "Gossip Girl", así como un DVD exclusivo. Rainbow hizo su debut televisivo japonés en el programa Sukkiri, interpretando "A". El 7 de diciembre de 2011, el grupo lanzó su segundo sencillo japonés, una versión japonesa de la canción "Mach" y alcanzó el puesto número 9 en la lista semanal de Oricon.

### 2012-2013: Rainbow Pixie,Over the RainbowyRainbow Syndrome

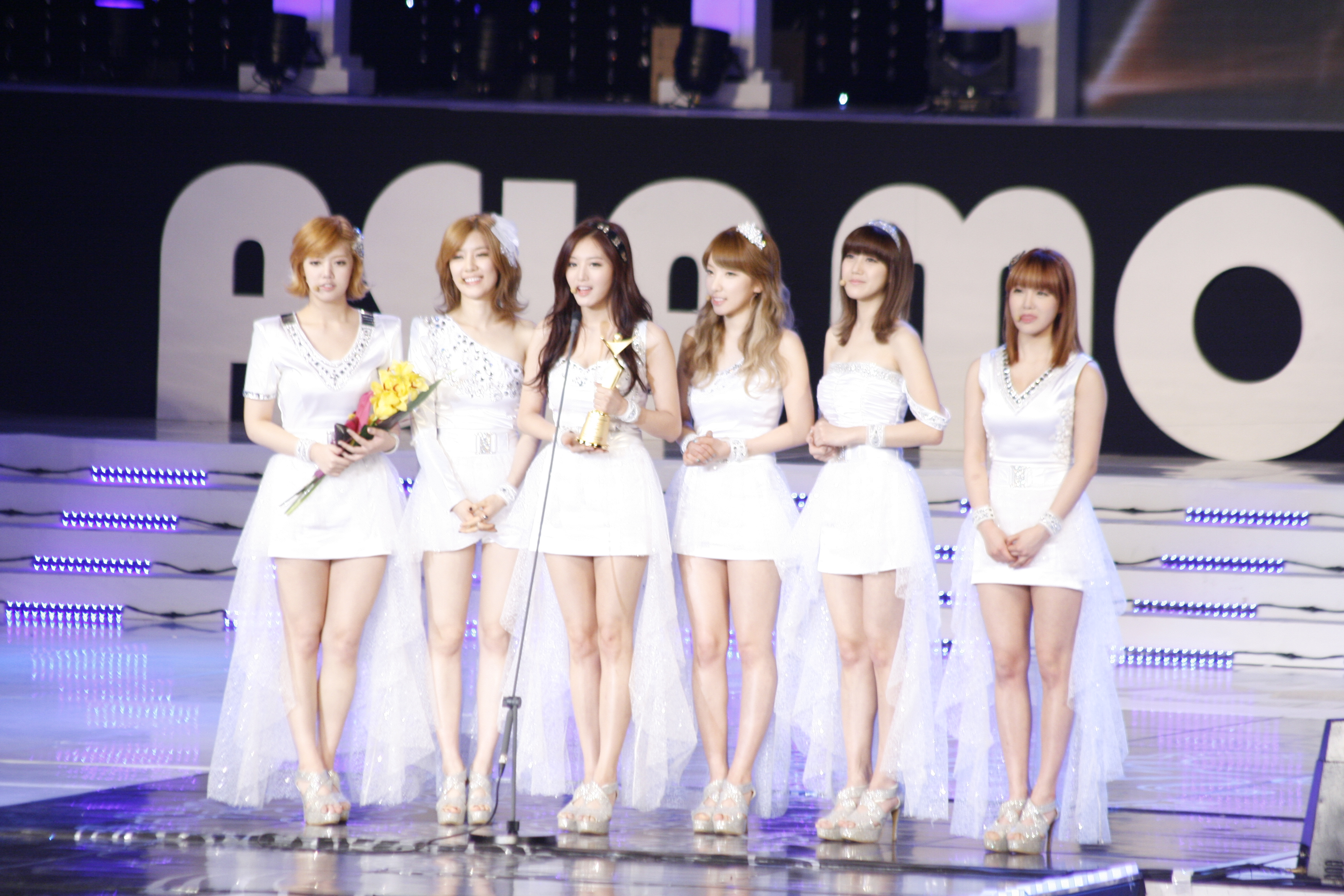
Rainbow en los premios Asia Model Festival Awards 2012

El 3 de enero de 2012, DSP Media anunció que una subunidad del grupo se formaría como un trío. El mismo día, DSP lanza una imagen teaser que revela "Rainbow Pixie" como el nombre del trío. El 4 de enero de 2012, otra imagen reveló a los miembros del grupo como Seungah, Jisook y Hyunyoung. El grupo lanzó su canción debut "Hoi Hoi" el 12 de enero de 2012, y realizó su primera actuación en Show! Music Core.
Rainbow lanzó un sencillo japonés el 14 de marzo de 2012, titulado "Gonna Gonna Go!". Su álbum debut japonés, Over the Rainbow, fue lanzado el 28 de marzo.
El grupo lanzó la primera parte de su primer álbum de estudio, Rainbow Syndrome, el 13 de febrero de 2013.

### 2014-2016: Rainbow Blaxx,Innocent,Prismy disolución

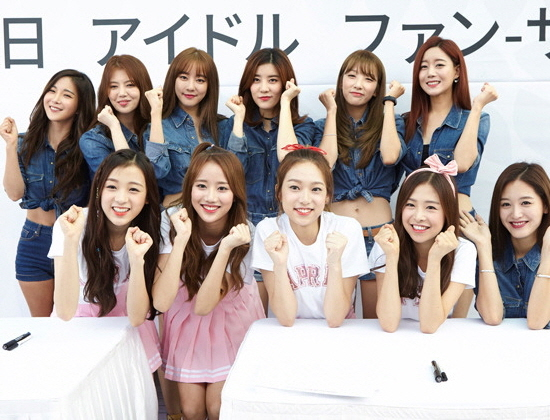
Rainbow con el grupo April en septiembre de 2016

Una segunda subunidad llamada Rainbow Blaxx se formó en enero de 2014, y fue compuesta por Jaekyung, Woori, Seungah y Hyunyoung. Su álbum especial, RB Blaxx, fue lanzado el 20 de enero de 2014. El video musical de la canción principal, "Cha Cha", fue dirigido por Digipedi y fue el cuarto video musical de K-pop más visto a nivel mundial en enero de 2014. El vídeo musical, así como la coreografía de la canción, generaron controversia por ser "demasiado sexuales".
El tercer EP de Rainbow, Innocent, con la canción principal "Black Swan", se lanzó el 23 de febrero de 2015.
Su cuarto EP Prism y el video musical de su canción principal "Whoo" se lanzaron el 15 de febrero de 2016. También realizaron su presentación conmemorativa en el Yes24 Muv Hall en Mapo-gu de Seúl, que se transmitió a través de la aplicación V de Naver el mismo día del lanzamiento del álbum. Rainbow realizó su primer regreso con "Whoo" a través de The Show de SBS MTV el 16 de febrero.
El 27 de octubre de 2016, se confirmó que Rainbow se disolvería el 12 de noviembre, ya que los contratos de las integrantes estaban por finalizar.

### 2019: Regreso por el décimo aniversario
En noviembre de 2019, por su décimo aniversario, el grupo se volvió a reunir. Su sencillo autoproducido, titulado "Over the Rainbow", fue lanzado el 14 de noviembre. Después del reencuentro, el grupo se volvió a disolver.

## Miembros
- Woori (우리)
- Seungah (승아)
- Jaekyung (재경)
- Noeul (노을)
- Yoonhye (윤혜)
- Jisook (지숙)
- Hyunyoung (현영)

## Discografía

### Álbumes de estudio coreanos
| Título                                                                                       | Detalles del álbum | Posiciones más altas | Posiciones más altas | Ventas                     |
| Título                                                                                       | Detalles del álbum | COR                  | JPN                  | Ventas                     |
| -------------------------------------------------------------------------------------------- | --- | -------------------- | -------------------- | -------------------------- |
| Rainbow Syndrome                                                                             | Part 1 - Fecha de lanzamiento: 13 de febrero de 2013 (KOR) - Etiqueta: DSP Media, CJ E&M - Formatos: CD, descarga digital                    | 2                    | 164                  | - COR: 14,179 - JPN: 1,850 |
| Rainbow Syndrome                                                                             | Part 2: Sunshine - Fecha de lanzamiento: 4 de junio de 2013 (KOR) - Etiqueta: DSP Media, LOEN Entertainment - Formatos: CD, descarga digital | 6                    | 234                  | - COR: 14,179 - JPN: 1,850 |
| "—" denota lanzamientos que no aparecieron en las listas o que no se lanzaron en esa región. | |                      |                      |                            |

### Álbumes de estudio japoneses
| Título                                                                                       | Detalles del álbum | Posiciones más altas en los gráficos | Ventas        |
| Título                                                                                       | Detalles del álbum | JPN                                  | Ventas        |
| -------------------------------------------------------------------------------------------- | --- | ------------------------------------ | ------------- |
| Over the Rainbow                                                                             | - Fecha de lanzamiento: 28 de marzo de 2012 (JPN) - Reedición: 12 de diciembre de 2012 (JPN) - Etiqueta: Universal Sigma - Formatos: CD, descarga digital | 10                                   | - JPN: 31,559 |
| "—" denota lanzamientos que no aparecieron en las listas o que no se lanzaron en esa región. | |                                      |               |

### Extended plays
| Título                                                                                       | Detalles del álbum | Posiciones más altas | Ventas                     |
| Título                                                                                       | Detalles del álbum | COR                  | Ventas                     |
| -------------------------------------------------------------------------------------------- | --- | -------------------- | -------------------------- |
| Gossip Girl                                                                                  | - Fecha de lanzamiento: 12 de noviembre de 2009 (COR) - Etiqueta: DSP Media - Formatos: CD, descarga digital                                 | 2                    | - COR: 15,000              |
| So Girls                                                                                     | - Fecha de lanzamiento: 7 de abril de 2011 - Relanzamiento: 22 de junio de 2011 (COR) - Etiqueta: DSP Media - Formatos: CD, descarga digital | 3                    | - COR: 27,697 - JPN: 1,422 |
| RB Blaxx                                                                                     | - Fecha de lanzamiento: 20 de enero de 2014 (COR) - Etiqueta: DSP Media - Formatos: CD, descarga digital                                     | 3                    | - COR: 6,436 - JPN: 554    |
| Innocent                                                                                     | - Fecha de lanzamiento: 23 de febrero de 2015 (COR) - Etiqueta: DSP Media - Formatos: CD, descarga digital                                   | 5                    | - COR: 4,176 - JPN: 369    |
| Prism                                                                                        | - Fecha de lanzamiento: 15 de febrero de 2016 (COR) - Etiqueta: DSP Media - Formatos: CD, descarga digital                                   | 8                    | - COR: 3,809 - JPN: 422    |
| Over the Rainbow                                                                             | - Fecha de lanzamiento: 14 de noviembre de 2019 (COR) - Etiqueta: DSP Media - Formatos: Descarga digital                                     | —                    | —                          |
| "—" denota lanzamientos que no aparecieron en las listas o que no se lanzaron en esa región. | |                      |                            |

### Sencillos coreanos
- Gossip Girl (Gossip Girl) (2009)
- Not Your Girl (Gossip Girl) (2009)
- A (So Girls) (2010)
- Mach (So Girls) (2010)
- To Me (So Girls) (2011)
- Sweet Dream (So Girls) (2011)
- Hoi Hoi (Rainbow Pixie) (Sencillo sin álbum) (2012)
- Tell Me Tell Me (Rainbow Syndrome) (2013)
- Sunshine (Rainbow Syndrome) (2013)
- Cha Cha (Rainbow Blaxx) (RB Blaxx) (2014)
- Black Swan (Innocent) (2015)
- Whoo (Prism) (2016)
- Aurora (Over the Rainbow) (2019)

### Sencillos japoneses
- A (Over the Rainbow) (2011)
- Mach (Over the Rainbow) (2011)
- Gonna Gonna Go! (Over the Rainbow) (2012)

### Otras canciones en las listas
| "Sad But Romantic" (슬퍼도 로맨틱)                                    | 2010 | 62   | The Sparkling OST Part.1 |
| "Kiss"                                                                | 2010 | 115  | Gossip Girl              |
| "So Cool"                                                             | 2011 | 104  | So Girls                 |
| "I Said You're The One" (너뿐이라고)                                  | 2011 | 111  | So Girls                 |
| "I'm With You" (그대와 난)                                            | 2011 | 61   | City Hunter OST          |
| "A Story You Never Knew But I Know" (나만 아는 너는 절대 모를 이야기) | 2013 | 143* | Rainbow Syndrome         |
| "Golden Touch"                                                        | 2013 | 200* | Rainbow Syndrome         |
| "*" indica los lanzamientos exclusivos en listas domésticas.          |      |      |                          |

### Bandas sonoras
| Año  | Título                                | Serie de televisión/película |
| ---- | ------------------------------------- | ---------------------------- |
| 2010 | "Love you, Like you" (사랑해, 좋아해) | KBS2 Secret Agent Miss Oh    |
| 2011 | "Sad But Romantic" (슬퍼도 로맨틱)    | MBC Sparkling                |
| 2011 | "I Love Zoobles"                      | SBS Zoobles!                 |
| 2011 | "The Adventures of Zoobles"           | SBS Zoobles!                 |
| 2011 | "You and I" (그대와 난)               | SBS City Hunter              |
| 2012 | "Candy Girls"                         | TV Tokyo Zoobles!            |
| 2012 | "Sweet" (달콤해)                      | TV Tokyo Rainbow Rose        |

| Año  | Título           | Artista(s)          | Serie de televisión/película |
| ---- | ---------------- | ------------------- | ---------------------------- |
| 2011 | "Galpangjilpang" | Hyun-young y Gyuri  | MBC Hooray for Love          |
| 2012 | "We Shall Love"  | Jisook, Min Hoon Ki | tvN I Love Lee Taly          |

## Premios
| Año  | Premio                                                                                    |
| ---- | ----------------------------------------------------------------------------------------- |
| 2010 | - Cyworld Digital Music Awards: Rookie of the Month (September) ("A")                     |
| 2011 | - 12th Korean Video Daejun's Award: Photogenic Award                                      |
| 2012 | - 26th Golden Disc Awards: Hallyu Icon Award - 7th Asia Model Awards: Mejor Artista Nuevo |